# Фредерик (Долна Лотарингия)
Вижте пояснителната страница за други личности с името Фредерик.
Фридрих II Люксембургски (на немски: Friedrich II von Luxemburg; * ок. 1005; † 28 август 1065) от фамилията Вигерихиди, е от 1046 до 1065 г. херцог на Долна Лотарингия.

## Живот
Той е вторият син на Фридрих Люксембургски († 1019), граф на Мозелгау, и на Ирмтруда фон Ветерау († сл. 1015) от фамилията на Конрадините, дъщеря на граф Хериберт фон Ветерау. Племенник е по бащина линия на императрица Света Кунигунда († 1033), съпруга от 1001 г. на Хайнрих II Светия († 1024), от 1014 император на Свещената Римска империя (Лиудолфинги).
През 1020 г. Фридрих строи замък Лимбург върху старото Господство Баелен, което е наследил от майка си. Замъкът е началото на град Лимбур и на графството и по-късното Херцогство Лимбург.
Около 1040 г. той се жени за Герберга от Булон († 1059), дъщеря на Евстах I, граф на Булон, и Матилда, дъщеря на граф Ламберт I от Льовен от фамилията Регинариди. През 1046 г. император Хайнрих III дава на Фридрих Долна Лотарингия.
След смъртта на Герберга от Булон след 1059 г. той се жени за Ида от Саксония (* ок. 1035; † 31 юли 1101), дъщеря на Бернхард II, херцог на Саксония от фамилята Билунги, и Еилика, дъщеря на Хайнрих, маркграф на Нордгау. Двамата нямат деца.
Фридрих умира на 28 август 1065 г. и е погребан в манастир Стабло до първата му съпруга. Съпругата му Ида се омъжва през 1065 или 1066 г. за Алберт III, граф на Намюр († 1102).

## Деца
От Герберга от Булон има една дъщеря:
- Юдит или Юта (* ок. 1040), наследничката на Лимбург, омъжена за Валрам II, граф на Арлон.[1][2]